# تدهور صقيعي

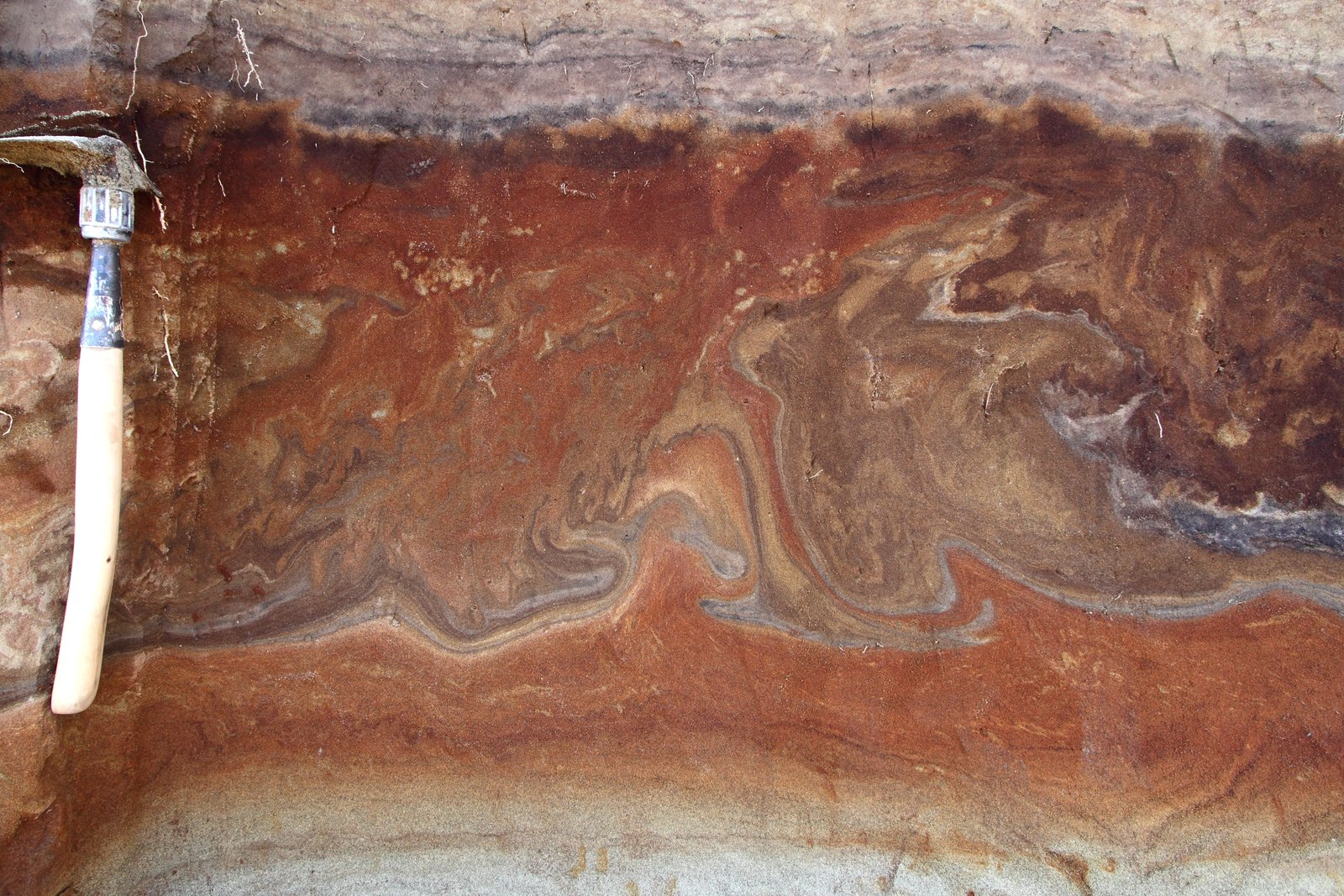

التعرية الصقيعية أو التدهور الصقيعي أو إزعاج أو اضطراب بالصقيع (بالإنجليزية: Cryoturbation)‏، هي أي تأثيرات يُمكن أن يقوم بها الصقيع، بما في ذلك الرفع والتشقق الصقيعي للسطح. وتختلف مدى عملية التدهور الصقيعي على حسب المكان، فيكون المكان المكشوف أكثر عرضةً لها من المواقع المحمية.